# 10749 Musäus
10749 Musäus è un asteroide della fascia principale. Scoperto nel 1989, presenta un'orbita caratterizzata da un semiasse maggiore pari a 2,4048784 UA e da un'eccentricità di 0,1262660, inclinata di 3,81594° rispetto all'eclittica.